# Éberség (film)
Az Éberség (Awake) egy 2007-es amerikai thriller. Joby Harold rendezésében, Hayden Christensen, Jessica Alba, Terrence Howard és Lena Olin főszereplésével.

## Történet
|  | Alább a cselekmény részletei következnek! |

Egy gazdag fiatalember, ifj. Clayton Beresford szívátültetésre vár. Ellen, az anyja szeretné, ha a műtétet egy neves, elismert orvos végezné Clay legjobb barátja a sebész, Jack helyett. Jack ellen négy műhibaper van folyamatban, de ennek ellére Clay ragaszkodik hozzá, hogy ő végezze a műtétet. Clay barátnője Sam, az anyja titkárnője. Ellen a fia és Sam kapcsolatáról nem tud semmit. Clay a műtét előestéjén elmondja anyjának hogy eljegyezte Samet. Anyja és fia emiatt összevesznek. Clay titokban elveszi Samet még aznap este. Amikor a nászéjszakára kerülne sor, akkor kapják az értesítést a kórházból, hogy megérkezett a megfelelő donor. A műtét előtt Ellen megpróbálja rábeszélni Clayt, hogy ne Jack műtse, hanem a neves orvos. Clay azonban nem hagyja magát lebeszélni. A műtét közben Clay az "altatás éberség" állapotába kerül, a műtét alatt éber marad, de fizikailag lebénul és mindent érzékel, ami körülötte történik még a fájdalmat is érzi. A körülötte folyó beszélgetésből leszűri, hogy meg akarják ölni a pénzéért. Eközben a váróteremben Ellen és Sam közelebb kerül egymáshoz. Sam bemegy érdeklődni a műtét felől, ekkor derül ki, hogy ő is benne van a dologban. A pénz pedig az adósságok kifizetésére kell. Amikor Jack tétovázik, hogy beadja-e Claynek azt az injekciót, ami a tervek szerint a sikeres szívműtét után nem sokkal megölné, megjelenik Sam és kényszeríti Jack-et, hogy adja be. Ezalatt Ellen átkutatja Sam táskáját és rájön az összeesküvésre. Kideríti, hogy Sam, nővér volt a kórházban és onnan ismeri Jack-et és a kórház dolgozóit, ami titkolni próbált. A műtőben eközben Clay meghalt, Jack közli a hírt Sammel és Ellen-nel. Sam arcára őszinte szomorúság és csalódottság ül, mert Claynek nem kellett volna még most meghalnia. Egy másik orvos, aki szintén részt vett a dologban Samet és Ellen engedélyét kéri, hogy Clayt levehessék a gépről, de ebbe Ellen nem egyezik bele. Nem sokkal később Ellen gyógyszerek vesz be és öngyilkos lesz, mert tudja, hogy az ő szíve és vércsoportja megfelelő Clay számára. Még a halála előtt felhívta a neves orvost, hogy jöjjön és végezze el a műtétet az ő szívével. Megérkezik az elismert orvos és megmenti Clay-t beülteti neki az anyja szívét. Majd egy kis komplikáció miatt négyszer is megpróbálja újraéleszteni Clayt. Amíg az orvos próbálja újraéleszteni, Clayt találkozik anyjával, aki elmondja neki, hogy apja nem csak úgy lezuhant a lépcsőről, hanem leütötte, ennek az eseménynek Clay is szemtanúja volt, csak nem akart rá emlékezni, de az anyjával való beszélgetés közben újra előjönnek ezek az emlékei. Kiderül, hogy szeretett apja nem volt egy mintaférj és családapa. Amikor pedig rátámadt Clay-re, anyja ezt nem tűrhette és leütötte, majd ennek hatására átesett az emeleti korláton és meghalt. Végül Clay úgy dönt, hogy visszatér, hogy jobb ember lehessen, mint apja. A film végén a megérkező rendőrök az összes korrupt orvost illetve az összeesküvés résztvevőit elkapják. Jack arra kéri Samet, hogy meneküljenek együtt, erre Sam közli, hogy csak arról tudnak, hogy Jack vett részt az összeesküvésben, de ő nem. Ezért Jack kizárja az irodájából és közli, hogy az injekciós tűn rajta vannak az ujjlenyomatai. Végül Samet és Jack-et is letartóztatják.
|  | Itt a vége a cselekmény részletezésének! |

## Szereplők
| Színész              | Szerep                         | Magyar hang        |
| -------------------- | ------------------------------ | ------------------ |
| Hayden Christensen   | Clay Beresford, Jr.            | Markovics Tamás    |
| Jessica Alba         | Samantha "Sam" Lockwood/Tunnel | Bogdányi Titanilla |
| Terrence Howard      | Dr. Jack Harper                | Király Attila      |
| Lena Olin            | Lilith Beresford               | Kovács Nóra        |
| Nathalie Efron       | Mary Beresford                 |                    |
| Fisher Stevens       | Dr. Puttnam                    | Forgács Gábor      |
| Arliss Howard        | Dr. Jonathan Neyer             | Rosta Sándor       |
| Christopher McDonald | Dr. Larry Lupin                | Mihályi Győző      |
| Georgina Chapman     | Penny Carver                   | Kerekes Andrea     |
| Sam Robards          | Clayton Beresford Sr.          | Szalai Imre        |
| Steven Hinkle        | fiatal Clay                    |                    |